# Toninho Cecílio
Antônio Jorge Cecílio Sobrinho, conhecido como Toninho Cecílio (Avaré, 27 de maio de 1967), é um treinador, dirigente esportivo e ex-futebolista brasileiro que atuava como zagueiro. Atualmente é o diretor de futebol do Guarani.
Carreira

## Como jogador
Toninho Cecílio iniciou a carreira nos juvenis do Palmeiras em 1984, depois de desistir do basquete. No clube ficou por dez anos, sendo um dos titulares da zaga desde 1987, seu melhor momento foi no início dos anos 1990, quando chegou a ser convocado para a Seleção Brasileira, então comandada pelo treinador Paulo Roberto Falcão. Mais experiente, passou a ser um dos líderes do time: quando a diretoria estava para fechar o contrato de parceria com a Parmalat, em 1992, procurou-o para saber sua opinião. Ele tinha acabado de voltar de uma contusão que o deixara mais de cinquenta dias parado, uma ruptura do músculo no bíceps femural, causada quando deu "um pique" em partida contra o Paysandu. "Foi o pique mais longo de minha vida", disse, à época.
Mesmo sendo capitão da equipe, a ausência de títulos pesou, e acabou sendo negociado com o Botafogo. De lá, Toninho foi para o Cruzeiro e depois para o Cerezo Osaka, do Japão, onde sagrou-se campeão e chegou a integrar a seleção de estrangeiros da J-League. Retornou ao Brasil para atuar no Coritiba, e em equipes do interior de São Paulo, encerrando a carreira em 2001 atuando pelo Santo André.

## Como sindicalista
Foi presidente do Sindicato dos Atletas Profissionais de São Paulo de 1989 a 1992, tendo como Vice-presidente, o ex-ídolo são paulino Raí. A gestão ficou marcada por apoiar e contribuir com o ante-projeto de lei ZICO, embrião da Lei Pelé, que, entre outras coisas, acabou com a Lei do Passe.

## Como dirigente e  treinador
Tendo formação superior em Publicidade e Propaganda, obteve em 2001 a formação no Curso Internacional de Treinadores de Futebol, assumindo no ano seguinte a Paraguaçuense, mas seu destino era mesmo o de dirigente. Em 2004, assumiu a gerência de futebol da Portuguesa Santista, e no ano seguinte virou coordenador técnico do Fortaleza, que disputava a série A do Campeonato Brasileiro, quando o clube realizou a melhor campanha de sua história em campeonatos nacionais.Permaneceu até 2006 e chegou a assumir o cargo de técnico interino do time.

### Guaratinguetá e Palmeiras
Em 2007, iniciou a temporada como treinador do Guaratinguetá, montou a equipe que após sua saída venceu o título do Interior, com Márcio Araújo. Recebeu, e aceitou, um convite do Palmeiras para assumir a gerência de futebol do clube onde iniciara a carreira como jogador. No ano seguinte envolveu-se em polêmica durante as semifinais do Campeonato Paulista com Marco Aurélio Cunha, gerente do São Paulo, por causa de arbitragens. Dois meses depois, quando o time atrasou salários, discursou em 19 de junho: "Vamos tentar pagar na próxima semana. Mas se não tiver dinheiro não vamos pagar. Pronto. Atraso de dez, quinze dias não é nada para jogar no Palmeiras. Se não quiser esperar, a porta está aberta, f…" Tal discurso contrastou com seu passado de sindicalista.
De acordo com o Jornal da Tarde, "sua ligação com o [clube] e aproximação com os atletas foram determinantes para sua manutenção no cargo" durante seu período no clube, quando foi considerado "um dos homens fortes do futebol alviverde". Ele sairia do clube em 18 de fevereiro de 2010, mesmo dia que o técnico Muricy Ramalho, um dia depois de uma derrota por 4 a 1 em casa para o São Caetano. Pouco antes do jogo ele conversara com o JT, garantindo que não pediria demissão e aproveitou para desabafar: "Ninguém lembra tudo que fizemos ano passado. Trouxemos o Vagner Love, contratamos o técnico tricampeão brasileiro e seguramos os principais jogadores. Qual a culpa da diretoria por perder o título?" Como gerente do futebol palmeirense, foi campeão Paulista, em 2008, e chegou às quartas-de-final na Libertadores de 2009.

### Grêmio Prudente
Depois de deixar o cargo de gerente de futebol, Toninho Cecílio manifestou o desejo de voltar a ser treinador e menos de três semanas após sair do Palmeiras assumiu o comando técnico do Grêmio Prudente para substituir Vinícius Eutrópio, demitido dois dias antes. O presidente do clube, Marco Antônio Monteiro de Almeida, demonstrou confiança em seu novo treinador: "Temos certeza de que fizemos a escolha certa." Toninho estreou com três vitórias, o que aproximou o clube da zona de classificação para a segunda fase do Paulistão, com base em uma zaga sólida. "Zaga forte dá tranquilidade para o time e permite a criação de jogadas", analisou Toninho, em entrevista ao JT. "Não gosto de contar com o erro do adversário. Quero o time criando a jogada para o gol. Isso é futebol."
Chegou às semifinais do estadual com impressionantes 87% de aproveitamento, sendo eliminado pelo Santo André, e comandou o time durante treze rodadas no Brasileirão, deixando o clube no dia 9 de agosto para assinar com o Vitória.

### Vitória
Estreou na primeira fase da Copa Sul-Americana de 2010, enfrentando seu antigo clube, o Palmeiras, e obtendo convincente vitória por 2 a 0, mas acabou eliminado ao perder o jogo de volta por 3 a 0. Chegou ameaçado para novo jogo contra o Palmeiras em 8 de setembro, depois de quatro jogos sem vitória e de uma goleada por 4 a 1 sofrida diante do Atlético Goianiense três dias antes. "Se o time está nessa situação, é culpa de quem estava aqui antes de mim", tentou explicar. O Vitória não perdeu, mas o empate por 1 a 1 custou a Toninho o cargo, depois de apenas nove jogos — três vitórias, três empates e três derrotas. Segundo o Jornal da Tarde, o problema teria sido um suposto "desequilíbrio emocional", por causa de discussões com o lateral Egídio, uma semana antes, e com uma repórter de televisão após sua última partida.

### São Caetano
No dia 20 de setembro, acertou com o São Caetano, onde ficaria por exatos quatro meses, até ser demitido depois de derrotas nas duas rodadas iniciais do Campeonato Paulista.

### Avaí
Em 22 de agosto de 2011, Toninho foi anunciado como novo treinador do Avaí, após a demissão de Alexandre Gallo. Na oportunidade, o clube encontrava-se na penúltima posição do Campeonato Brasileiro, na 18ª rodada da competição.
Na primeira partida à frente do time, Toninho não pôde ficar no banco de reservas, pois, quando ainda era treinador do Americana, fora suspenso por xingamentos ao árbitro Péricles Bassols num jogo válido pela Série B. Ele estreou das tribunas do estádio, no Clássico de Florianópolis, na casa do adversário, pela última rodada do primeiro turno do Brasileiro. O Avaí virou para cima de seu maior rival e venceu por 3 a 2. Não teve êxito na passagem pelo clube e foi dispensado dois dias depois da derrota para o São Paulo por 2 a 0 no Morumbi, pela 34.ª rodada do Brasileiro, deixando o time praticamente rebaixado.

### Paraná Clube
Assumiu o time em agosto de 2012, quando o Paraná estava próximo da zona de rebaixamento. Bons resultados nas rodadas finais garantiram a décima posição. De outubro de 2012 a fevereiro de 2013, o clube conseguiu a segunda maior série invicta de uma equipe brasileira no período. Foram treze jogos sem perder (o segundo maior período de invencibilidade da história do clube).
Durante os oito meses que treinou o Paraná, não perdeu nenhum clássico regional, tanto na Série B do Campeonato Brasileiro como no Campeonato Paranaense. Venceu o Coritiba no Couto Pereira e quebrou um jejum de dezessete anos sem vitórias do Paraná no local. Em oito meses de trabalho, perdeu apenas duas partidas em Curitiba.
Em 25 de abril de 2013, depois da eliminação do Paraná Clube diante do São Bernardo, pela Copa do Brasil, Toninho foi demitido pela diretoria do clube curitibano. Em sua nota oficial, o treinador disse que "o saldo do nosso trabalho à frente do Paraná pode ser considerado positivo", destacando os "cerca de quatro meses que o clube ficou sem perder um jogo sequer".

### Guaratinguetá
Em 22 de agosto, acertou com o Guaratinguetá, mas foi demitido no mês seguinte, mesmo com 57% de aproveitamento. O motivo da atitude, segundo o presidente do Guará, teria sido o fato de Toninho "não ter se adequado à filosofia do clube". O técnico afirmou ter passado pela maior decepção de sua vida com a demissão.

### Comercial
Em 31 de outubro de 2013, acertou com o Comercial de Ribeirão Preto, visando ao Campeonato Paulista de 2014. Após comandar o elenco durante a pré-temporada, inclusive tendo influência em contratações, Toninho não conseguiu implantar padrão tático ao Leão do Norte. A vitória sobre o Bragantino na terceira rodada campeonato quebrou um jejum de 35 jogos do Comercial sem vencer fora de casa.
Foi muito criticado, especialmente pelo esquema de jogo com quatro volantes, deixando a equipe sem um meia de criação. Além disso, sua curta passagem ficou marcada pelo temperamento explosivo. Logo em seu segundo jogo, contra o Palmeiras, no Estádio Palma Travassos, Cecílio teria discutido no vestiário com o atacante Macena. A briga teria sido o motivo da dispensa do jogador, comprometendo a aprovação do técnico perante a torcida. A "gota d'água" foi a derrota contra a Ponte Preta, a terceira em casa. Novamente, Toninho insistiu em um esquema sem meia ofensivo e ainda teria xingado torcedores comercialinos no alambrado do estádio. Com isso, deixou o Comercial após seis jogos (com uma vitória, um empate e quatro derrotas). O clube acabaria rebaixado naquele ano.

### Criciúma
Em 28 de outubro de 2014, foi confirmado como novo treinador do Criciúma para o restante do Campeonato Brasileiro, com o objetivo de tirar a equipe da zona de rebaixamento. Toninho Cecílio acabou treinando o clube catarinense em apenas quatro partidas, todas derrotas, sendo demitido em 25 de novembro, quando o rebaixamento da equipe já era inevitável.

### XV de Piracicaba
Em 22 de fevereiro de 2015, Toninho foi confirmado como técnico do XV de Piracicaba, para o restante da disputa do Campeonato Paulista. Até então sob o comando de Roque Júnior, a equipe do interior ocupava a terceira colocação do Grupo 4, com uma vitória e cinco derrotas em seis jogos.
Com Toninho Cecílio no comando, o XV de Piracicaba venceu quatro dos nove jogos disputados na primeira fase do campeonato, empatou outros três e foi derrotado em duas oportunidades, resultando num aproveitamento de 55,55%. O aproveitamento do XV de Piracicaba com Toninho Cecílio foi superior ao do sexto colocado na classificação geral da primeira fase do Paulistão (53,3%). A equipe terminou a primeira fase do campeonato na 13ª posição na classificação geral, mas classificou-se para as quartas de final, devido a ter a segunda melhor campanha de seu grupo. Fazia 25 anos que o XV de Piracicaba não se classificava para as fases decisivas do Campeonato Paulista.

### ABC
Em 16 de julho, foi contratado pelo ABC para comandar o time durante a disputa da Série B. Toninho deixou o comando do ABC em 15 de agosto, menos de um mês após assumir, com saldo de 5 derrotas e 1 empate, e com aproveitamento de apenas 5,55%.

### Mogi Mirim
Em novembro de 2015, foi contratado pelo Mogi Mirim para as rodadas finais da Série B. Com o time já matematicamente rebaixado para a Série C, sua missão era reestruturar a equipe para o Paulistão de 2016. O treinador não chegaria ao fim da competição estadual, sendo demitido após derrota para o Botafogo por 2 a 0. No comando, ele venceu dois jogos, empatou um e perdeu cinco.

### Santo André
Em março de 2016, foi contratado pelo Santo André, no lugar de Luciano Dias, para a Série A2 e ajudou o time a subir para a Série A1, conquistando o título da competição da Série A2. Após uma sequência de maus resultados no Campeonato Paulista de 2017, foi desligado do Santo André em 25 de fevereiro.

### Água Santa
Em 28 de janeiro de 2018, a diretoria do Água Santa decidiu trocar o comando técnico do clube, anunciando Toninho Cecílio como novo treinador da equipe paulista para a continuação da Série A2. O clube vinha de um início irregular no torneio: após quatro rodadas, tinha apenas três pontos e estava na zona de rebaixamento. No início de março, o Água Santa rescindiu amigavelmente com o técnico, por não conseguir os resultados esperados: após cerca de um mês sob o comando dele, a equipe somou três empates e três derrotas na Série A2, ocupando a última colocação, com sete pontos.

### Anapolina
Em 31 de janeiro de 2019, a diretoria do Anapolina anunciou Toninho Cecílio como técnico da equipe para a continuação do estadual.

### Anápolis
Foi contratado pelo Anápolis em 11 de fevereiro de 2020, para a sequência da temporada.

## Sindicalismo
Foi presidente do Sindicato dos Atletas Profissionais de São Paulo entre 1990 e 1993. Tendo o ex-atleta Raí como vice, formaram uma das diretorias mais transparentes e atuantes da história do sindicato, destacando-se o trabalho de apoio ao projeto de lei que acabou com a "Lei do Passe".[carece de fontes?]

## Títulos

### Como jogador
Palmeiras
- Copa Euro-América: 1991

Cerezo Osaka
- Japan Football League: 1994

### Como treinador
Santo André
- Campeonato Paulista Série A2: 2016

### Como dirigente
Fortaleza
- Campeonato Cearense: 2005

Palmeiras
- Campeonato Paulista: 2008